# Phanerotoma curvinervis
Phanerotoma curvinervis är en stekelart som beskrevs av Vladimir Ivanovich Tobias 2000. Phanerotoma curvinervis ingår i släktet Phanerotoma och familjen bracksteklar. Inga underarter finns listade i Catalogue of Life.